# Coccygodes bifasciatus
Coccygodes bifasciatus är en stekelart som först beskrevs av Cameron 1912.  Coccygodes bifasciatus ingår i släktet Coccygodes och familjen brokparasitsteklar. Inga underarter finns listade i Catalogue of Life.